# DD-WRT
DD-WRT — свободная альтернативная прошивка для ряда беспроводных маршрутизаторов, в основном потребительского класса, основанных на чипах BroadCom/Atheros/Xscale/Ralink. Первоначально была разработана для серии маршрутизаторов Linksys WRT54G (включая WRT54GL и WRT54GS) и представляет собой встраиваемую операционную систему на основе ядра Linux. Распространяется под лицензией GNU GPL v2.
DD-WRT версий до v22 была основана на прошивке от Sveasoft, которая в свою очередь основана на оригинальной прошивке фирмы Linksys. DD-WRT версии v23 и выше имеют практически полностью переписанный код.
Специфические функции, не включённые в оригинальную прошивку, нашли поддержку в DD-WRT. К ним относятся Kai network, daemon-based сервисы, IPv6, Wireless Distribution System, RADIUS, возможности по разгону и поддержка аппаратных модификаций для SD-карт.

## Выпуски
- DD-WRT v23 Service Pack 1 (SP1) был представлен 16 мая 2006 года. Большая часть кода была пересмотрена и переписана во время разработки этого релиза и было добавлено большое количество дополнительных функций.
- DD-WRT v23 Service Pack 2 (SP2) был представлен 13 сентября 2006 года. Был переработан интерфейс, добавлено несколько новых функций. Добавлена поддержка нескольких моделей роутеров, поддержка ещё нескольких запланирована.
- DD-WRT v24 был представлен 18 мая 2008 года. В этом релизе, находящемся в разработке многие месяцы, сделано множество изменений и добавлены функции, а также было увеличено количество SSID до 16 с поддержкой различных протоколов безопасности. Была добавлена поддержка для x86-based систем, Avila Gateworks, Cambria Gateworks, Atheros SOC, Compex, Senao, Fonera, Ubiquiti.
- DD-WRT v24 Service Pack 1 (SP1) был представлен 18 июля 2008 года, спустя 2 месяца после выпуска DD-WRT v24. В нём было произведено множество изменений, помимо официальной поддержки новых аппаратных средств и дополнений, некоторых новых особенностей функционала, действительно были улучшены удобство и простота использования, стабильность многих функций прошивки DD-WRT. Также были внесены изменения в DNS, в связи с обнаруженными недавно уязвимостями в этом сервисе. Также разработчики дают гарантию, что прошивки v23/v24 по умолчанию являются безопасными и не подвержены уязвимостям.

Добавлена поддержка новых устройств:
- WRT300 v1.1
- WRT310N
- WRT600N v1.1
- new Netgear, Belkin and USR devices
- Tonze AP42X (Xscale)
- Pronghorn SBC (Xscale)
- Ubiquiti LSX devices

## Возможности
Здесь описываются возможности стандартной версии прошивки DD-WRT. Другие версии, такие как Micro или Mini, могут не содержать в себе некоторые специфические возможности для уменьшения объёма прошивки.

- 13 языков (включая русский)
- 802.1X (EAP (Extensible Authentication Protocol) encapsulation over LANs)
- Access Restrictions
- Adhoc Mode
- Afterburner
- Client Isolation Mode
- Client Mode (supports multiple connected clients)
- Client Mode WPA
- DHCP Forwarder (udhcp)
- DHCP Server (udhcp or Dnsmasq)
- DNS forwarder (Dnsmasq)
- DMZ
- Dynamic DNS (DynDNS, easyDNS, FreeDNS, No-IP, TZO, ZoneEdit, custom, and others)
- Hotspot Portal (Sputnik Agent, Chillispot)
- IPv6 Support
- JFFS2
- MMC/SD Card Support (требуется аппаратная модификация)
- NTP client in a client-server basis
- Ntop Remote Statistic
- OpenVPN Client & Server (only in -vpn build of the firmware)
- Port Triggering
- Port Forwarding (max. 30 entries)
- PPTP VPN Server & Client
- QoS Bandwidth Management (Optimize for Gaming and Services / Netmask / MAC / Ethernet Port Priority)
- QoS L7 Packet Classifier l7-filter)
- RFlow/MACupd
- Routing: Static entries and Gateway, BGP, OSPF & RIP2 via (BIRD)
- Samba FS Automount
- Syslog to remote server
- Rx/Tx Antenna (Select or Auto)
- Show Status of Wireless Clients and WDS with System Uptime/Processor Utilization
- Site Survey
- SNMP
- SSH server & client (dropbear)
- Startup, Firewall, and Shutdown scripts (startup script)
- Static DHCP Assignment
- Style (Changeable GUI; v.23)
- Supports New Devices (WRT54G V3, V3.1, V4, V5 and WRT54GS V2.1, V3, V4)
- Telnet server & client
- Transmit Power Adjustment (0-251 mW, default is 28 mW, 100 mW is safe)
- UPnP
- VLAN
- Wake On Lan client (WOL)
- WDS Connection Watchdog
- WDS Repeater Mode
- Wireless MAC Addresses Cloning
- Wireless MAC filter
- WMM (Wi-Fi Multimedia QoS) или Wireless Multimedia Extensions (WME)
- WPA over WDS
- WPA/TKIP with AES
- WPA2
- Xbox Kaid (Kai Engine)